# حضيان (كحلان عفار)

تعديل مصدري - تعديل

حضيان هي إحدى قرى عزلة قيدان بمديرية كحلان عفار التابعة لمحافظة حجة، بلغ تعداد سكانها 657 نسمة حسب تعداد اليمن لعام 2004.